# Shunga

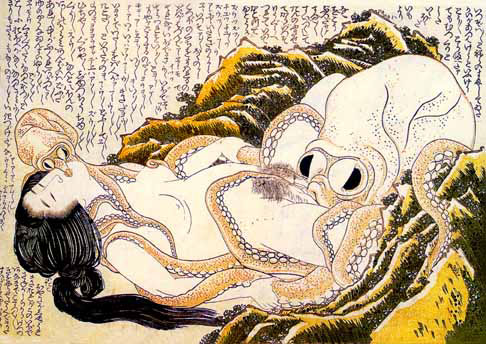
Katsushika Hokusai: Der Traum der Fischersgattin (um 1820)

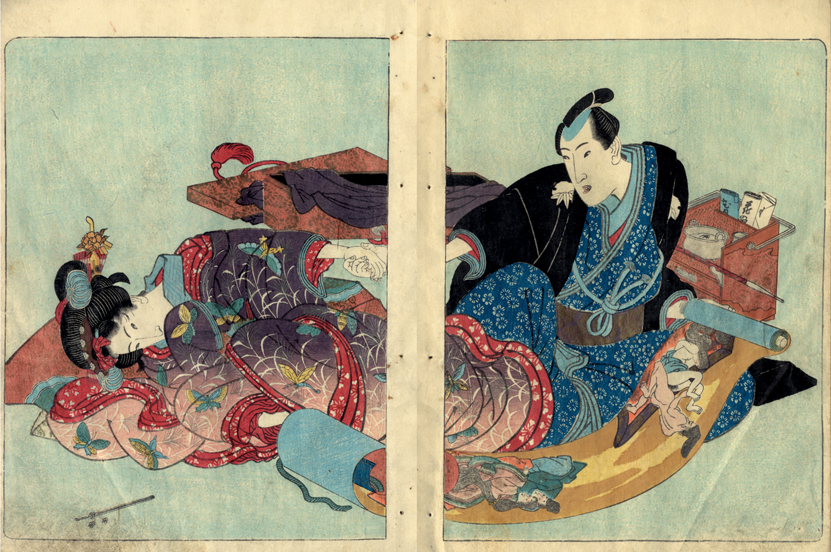
Utagawa Kunisada: Ein Paar bei der Lektüre einer Shunga-Rolle (1827)

Shunga (jap. 春画, Frühlingsbilder) ist der japanische Begriff für Gemälde, Drucke und Bilder jeder Art, die in expliziter Weise sexuelle Handlungen darstellen.
Obwohl Shunga auch als Gemälde, Zeichnungen, Kupferstiche oder Fotos existieren, werden darunter üblicherweise entsprechende japanische Farbholzschnitte oder Bücher der Edo- und Meiji-Zeit (17. Jahrhundert bis 1912) verstanden. Sie sind alle dem Ukiyo-e-Genre zuzuordnen, an ihrer Herstellung beteiligten sich nahezu alle bekannten Holzschnittkünstler (meistens unter Pseudonym).

## Begriffsentwicklung
Zunächst waren während der Edo-Zeit die Bezeichnungen Makura-e (枕絵, Kopfkissenbilder), Warai-e (笑い絵, Bilder zum Lachen) oder Tsugai-e (番い絵, Kopulationsbilder) gebräuchlich. Für Bücher entsprechenden Inhalts wurde Kōshokubon (好色本, wollüstige Bücher), Waraibon (笑い本, Bücher zum Lachen) oder Enbon (艶本, bezaubernde Bücher) verwendet. Die Händler und Verleger nannten sie Kagami-e (鏡絵, Spiegelbilder) oder Wa-jirushi (ワ印, gefühlvolle Drucke). Die Bezeichnung Higa (秘画, geheime Bilder) wurde möglicherweise nur für Illustrationen sexuellen Inhalts auf den Wänden, den Schiebetüren und den Stellschirmen von für heimliche Rendezvous vorgesehenen Räumlichkeiten verwendet.
Der Begriff Shunga (bei dem „Frühling“ eine Metapher für Sex ist) entstand während der Meiji-Zeit (1868–1912). Parallel dazu kam der Begriff Shunbon (春本, Frühlingsbücher) für Bücher sexuellen Inhalts in Gebrauch.

## Verbot

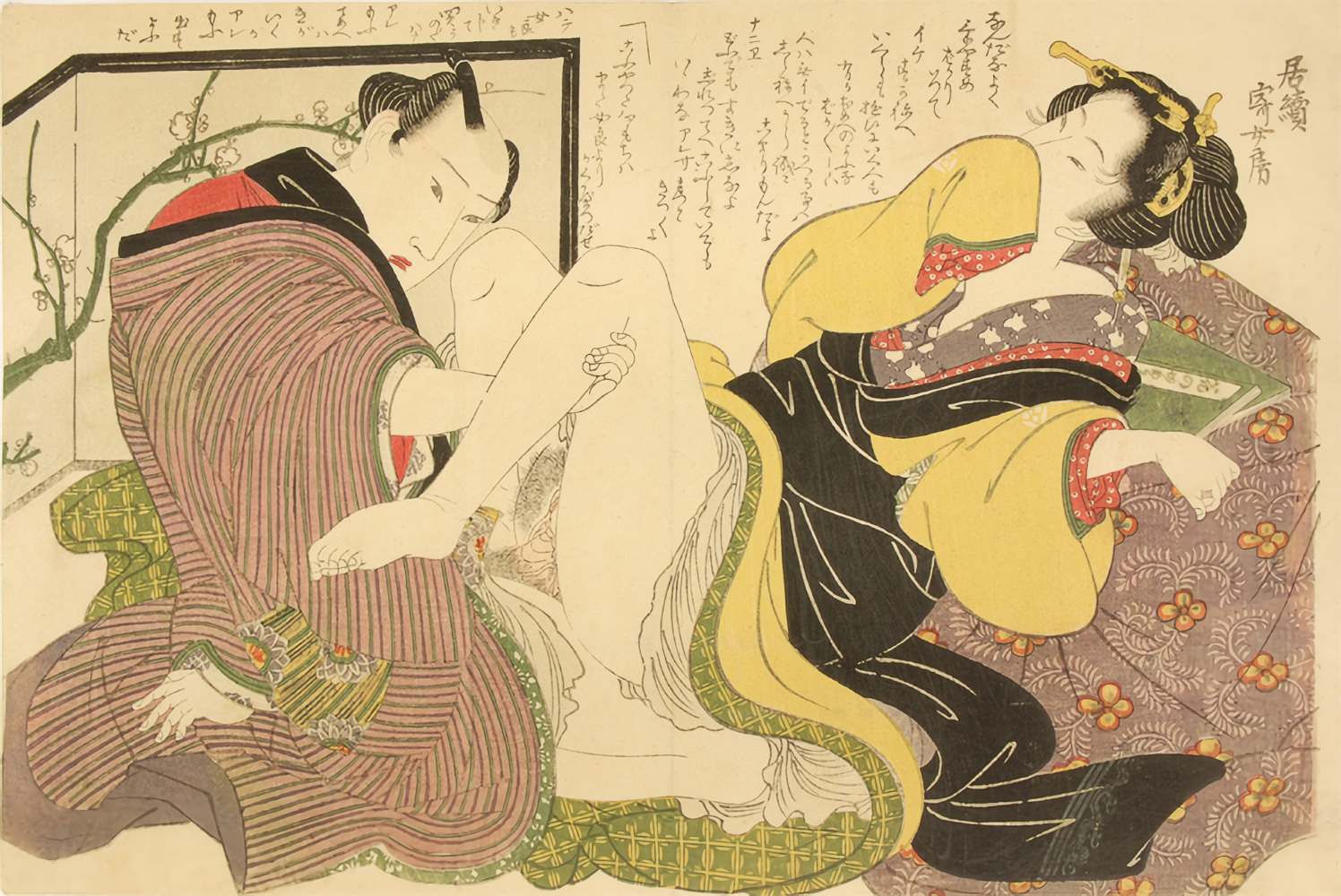
Shunga von Keisai Eisen

Offiziell verboten waren Shunga bzw. Makura-e, wie sie am Ende der Edo-Zeit noch genannt wurden, bereits seit 1720. Von den Behörden wurden sie jedoch mit Ausnahme eines Zeitraums von 10 bis 15 Jahren nach 1720 und einiger Jahre nach den Kansei-Reformen (1788–93), als dieses Verbot erneuert worden war, mehr oder weniger geduldet; ihr Verkauf „unter dem Ladentisch“ war möglich, ohne Sanktionen fürchten zu müssen. 1869 wurden Warai-e und Enbon erneut verboten, zunächst aber weiterhin produziert und gekauft, wenn auch in geringerem Umfang als zuvor. Gegen Ende der Meiji-Zeit wurden um 1910 sowohl Herstellung und Vertrieb als auch der Besitz der inzwischen als obszön empfundenen Bilder unter Strafandrohung gestellt und dies auch staatlich konsequent umgesetzt. Daraufhin wurde ein Großteil des Materials vernichtet.
Bis 1986 war es in Japan verboten, die „kritischen Stellen“ auf diesen Bildern in Büchern oder auf Ausstellungen zu zeigen. Erst 1994 kam es zur ersten unzensierten Shunga-Publikation im modernen Japan, aber die öffentliche Präsentation unterliegt weiterhin gewissen Einschränkungen.

## Literatur

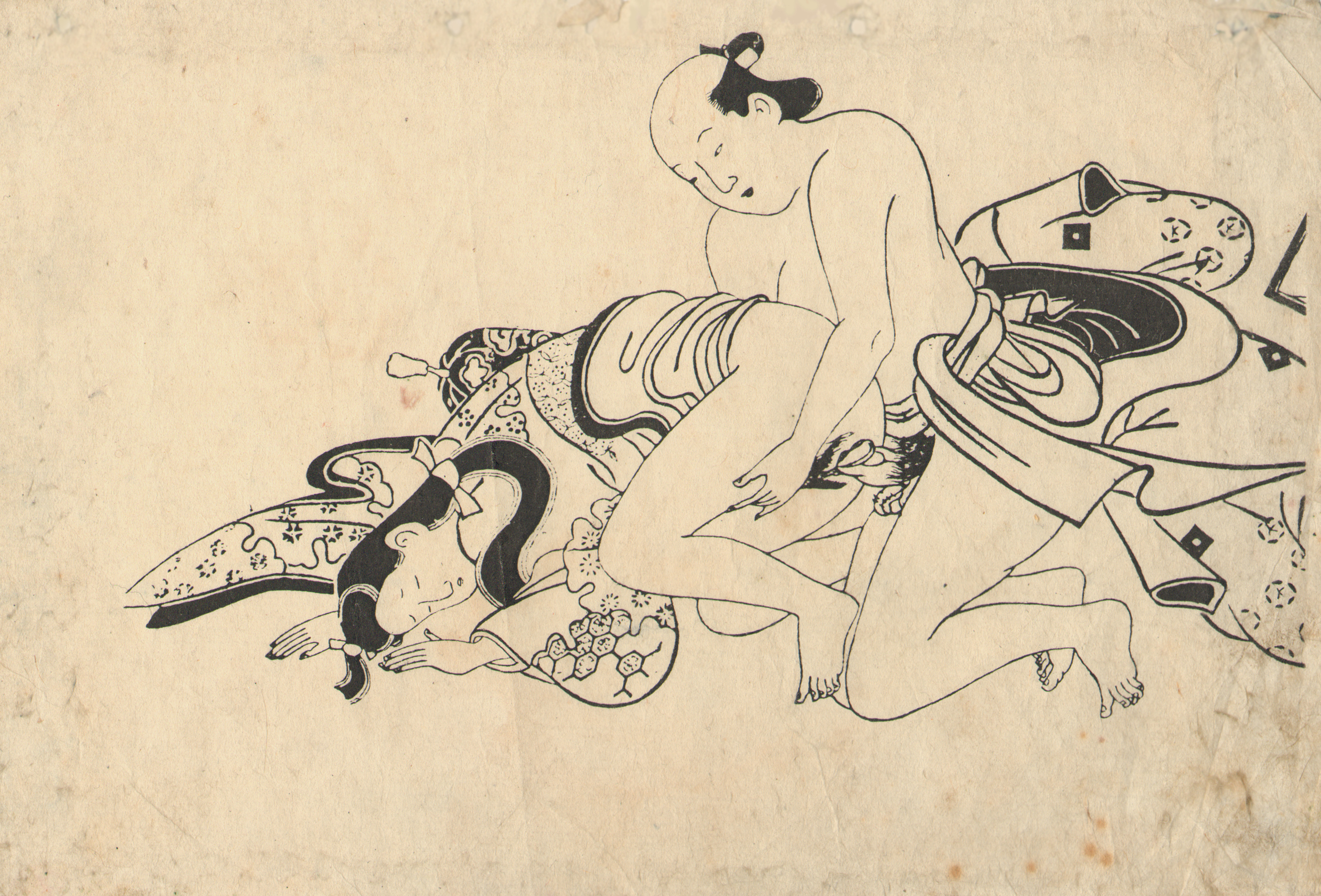
Shunga von Torii Kiyonobu I. 1703.